# Křížová cesta (Stříbrnice)
Křížová cesta ve Stříbrnicích u Starého Města na Šumpersku vedla ze zaniklé části obce Nový Rumburk severozápadně k lesní kapli Panny Marie, která se nachází v katastru obce Nová Seninka.

## Historie
Křížová cesta vedla ke kapli Panny Marie od kaple svaté Anny v obci Stříbrnice. Tvořilo ji čtrnáct zastavení v podobě zděných výklenkových kapliček. Zachována zůstala jen část zastavení. Po roce 1948 zastavení chátrala, čtrnáctá kaple byla roku 2002 téměř zničena při stahování dřeva. Roku 2005 bylo její torzo zbořeno a na původním místě byla postavena její přesná replika.

### Kaple Panny Marie
Původní poutní kaple byla postavena roku 1887 jako poděkování za nalezení cesty. Po roce 1948 kaple zchátrala, narušené zdivo bylo roku 2002 zčásti strženo při stahování klád. Roku 2003 byl zbytek poškozeného zdiva stržen a na původním místě byla v letech 2003 - 2004 postavena replika původní kaple. Nápis v průčelí je latinsky oproti původnímu německému.
Roku 2014 byly na místech zbořených zastavení zhotoveny drátěné konstrukce, připomínající tvar kapliček.

## Galerie

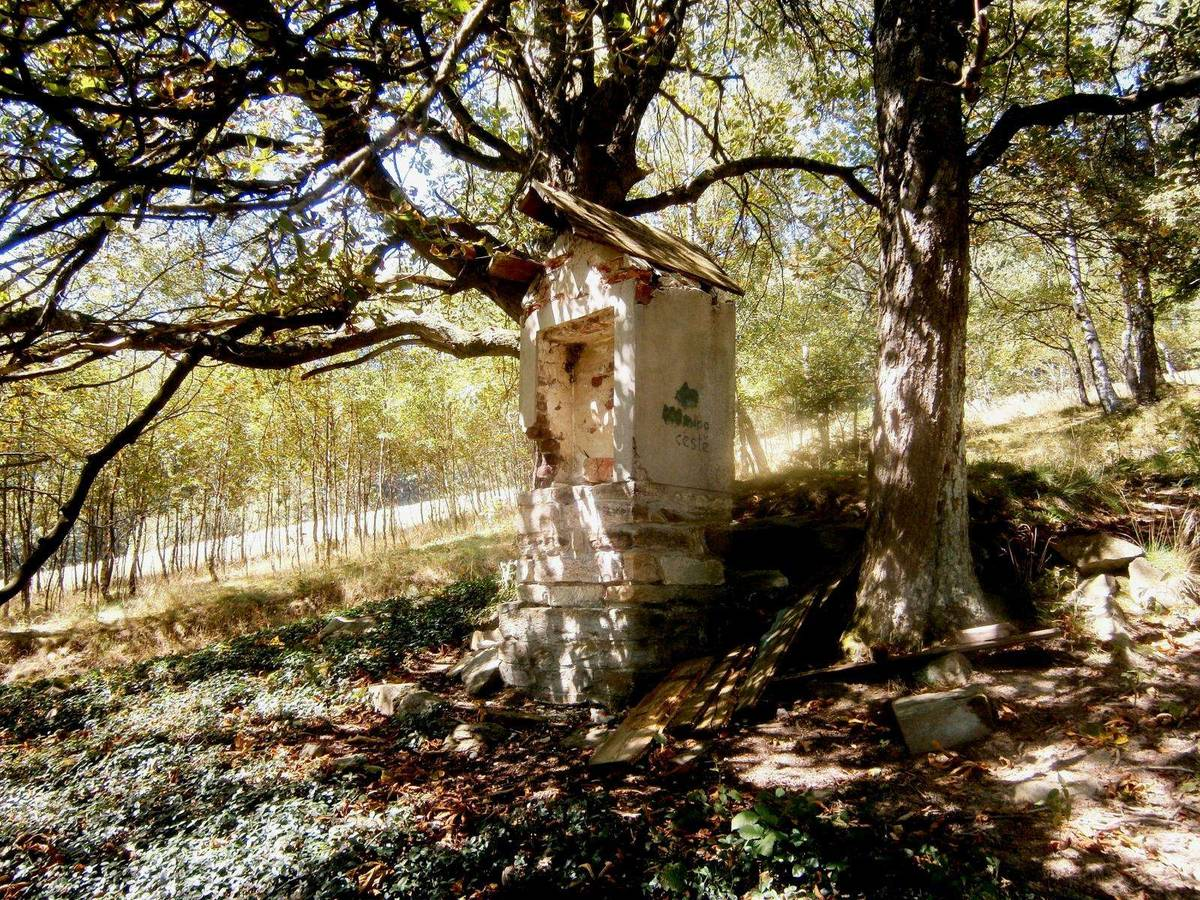
10. zastavení
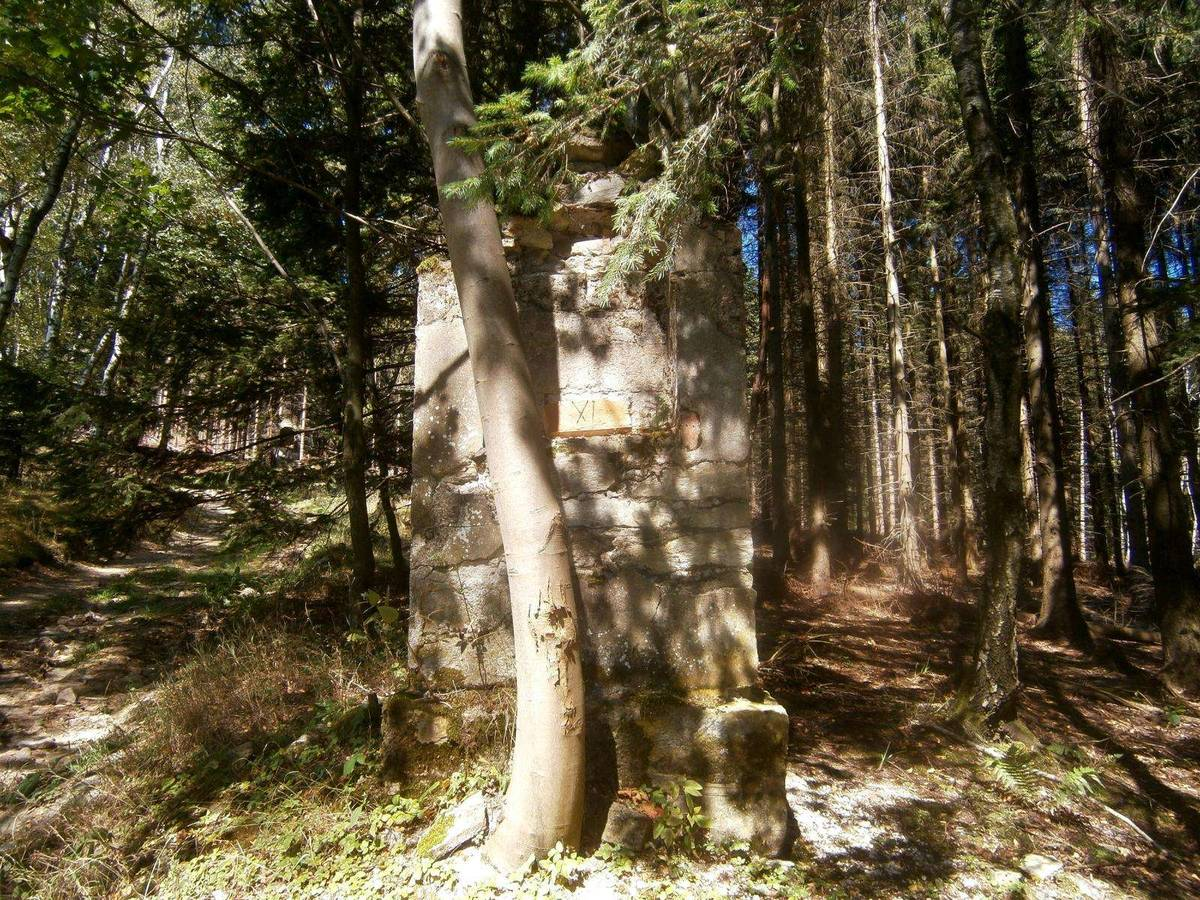
11. zastavení
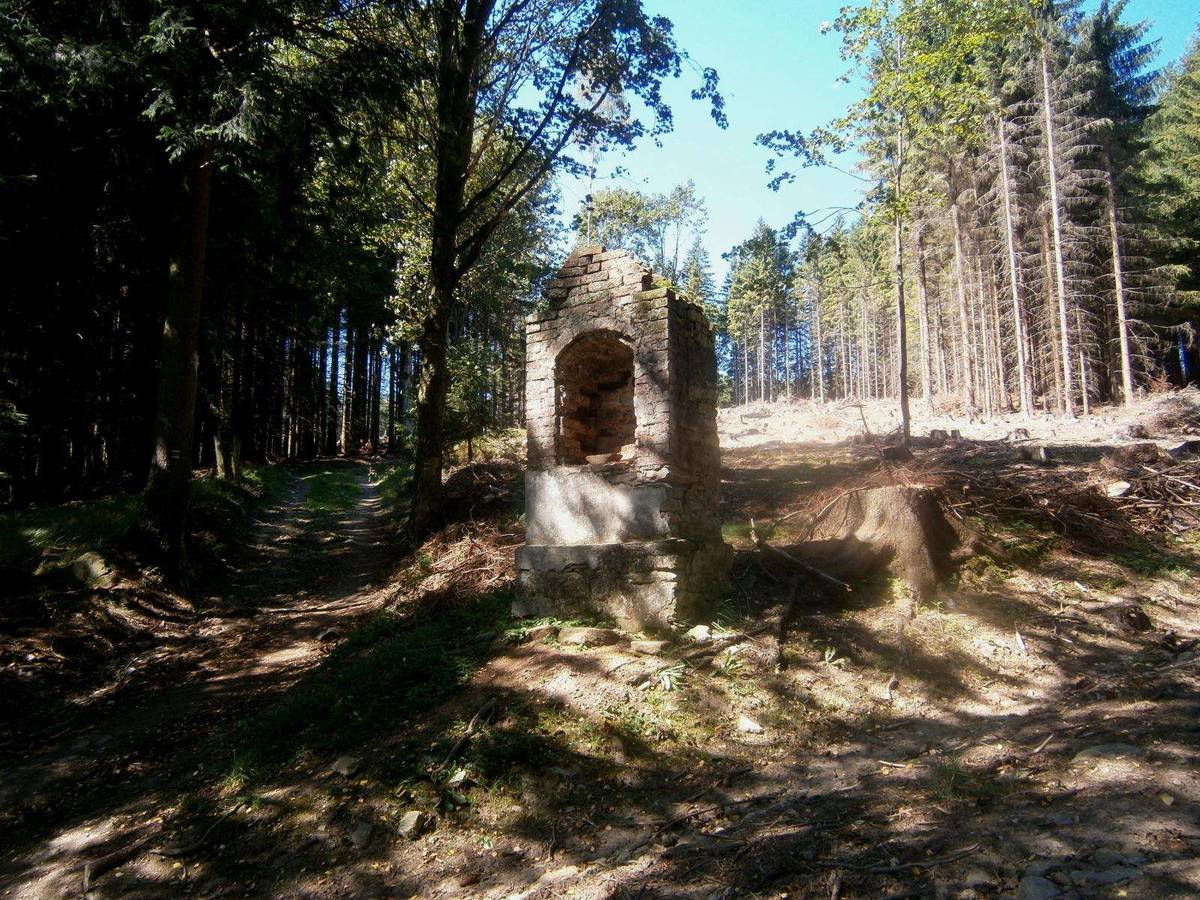
12. zastavení